# Dold kopia
Dold kopia, även hemlig kopia, blindkopia eller bcc (från engelskans blind carbon copy) är en kopia av ett meddelande som sänds till en sekundär mottagare utan att den primära mottagaren får kännedom om detta. Begreppet härrör ursprungligen från korrespondens via pappersdokument, men är numera sedan e-postens inträde i första hand tillämpligt för e-post.

## Dold kopia, förfarande

### Pappersdokument

#### Cc - Carbon Copy - Öppen kopia
När dokument tas fram med skrivmaskin kan ytterligare exemplar av dokumentet framställas med karbonkopiering, där man under originalet infogar ett eller flera par av karbonpapper och kopiepapper. När originalet skrivs in skapas samtidigt en eller flera karbonkopior. Om sändlistan ska vara känd för samtliga mottagare så skrivs den in i brevhuvudet på originalet som "Cc: <sändlista>" och kommer då att vara synlig i såväl original som kopior. "Cc" utläses "Carbon copy" och upplyser samtliga mottagare om vilka som fått en kopia av meddelandet.

#### Bcc - Blind Carbon Copy - Dold kopia
Om en mottagare ska vara dold skrivs den öppna "cc-delen" av sändlistan på samma sätt som ovan, medan namnen på "bcc-mottagarna" i ett andra steg får skrivas in separat på de "hemliga" kopiorna. Om dokumentet framställs i ett ordbehandlingssystem får två versioner av dokumentet skapas: En version med "Cc: <sändlista>" som innehåller de öppna mottagarna, och en version som förutom Cc-listan innehåller även "Bcc: <sändlista>" med de dolda mottagarna. Denna andra version sändes endast till de dolda mottagarna, samt kan behållas som arkivkopia hos avsändaren.

### E-post
När dokument sänds via e-post skapas sändlistan genom att fylla i minst en mottagare i minst ett av tre fält:
To/Till: - primära mottagare.
Cc/Kopia: - sekundära mottagare.
Bcc/Hemlig kopia: - tertiär mottagare, vars namn inte är synligt för primära och sekundära mottagare.

## Motiv för och emot dold kopia

### Motivfördold kopia
Bland orsaker till att dölja mottagares namn kan nämnas:
- när man önskar sända en kopia till ytterligare mottagare utan att den primära mottagaren behöver få reda på detta. Till exempel kan en arbetstagare som sänder ett brev till sin arbetsgivare vilja sända en kopia till sin fackförening eller advokat utan att arbetsgivaren uppmärksammas om detta.

I och med E-postens tillkomst har ytterligare orsaker för att dölja mottagarens namn tillkommit:
- för att minska risken för oavsiktlig "Svara alla/Reply all" till ett stort antal mottagare.
- för att minska risken att stora mängder e-post-adresser sprids som sedan kan missbrukas för spridning av virus och skräppost.
- för att respektera personlig integritet vid mass-utskick.[3]

### Motivmotdold kopia
Användandet av dold kopia kan uppfattas som oetiskt, då den primära mottagaren får intrycket att hen är den enda mottagaren, och inte är medveten om att ytterligare personer får del av meddelandet.